# Arctophila fulva
Arctophila fulva — вид трав'янистих рослин з монотипного роду Arctophila родини тонконогові (Poaceae), поширений у водно-болотних арктичних землях Європи, Азії й Північної Америки.

## Опис
Це багаторічні трав'янисті рослини, які килимки, завдяки 3—5 мм завширшки білуватим, розгалуженим кореневищам, як правило, з гілками 5—15(30) см між повітряними пагонами. Гілки кореневищ рясно укорінюються у всіх вузлах. Стебла прямі, гладкі й голі. Основи стебел з деякими засохлими залишками листя. Листя плоске, але скручене до вершини, з численними жилками, піднятими на обох поверхнях, серединна жилка трохи ширша, ніж інші, обидві поверхні щільно горбкуваті уздовж жилок. Листки вегетативних пагонів до 32 см завдовжки. Стеблових листків (3)4—5, вони схожі на листки вегетативних пагонів, але зазвичай значно коротші. «Стяговий» листок прикріплений вище середини стебла.
Одиниці суцвіття Poaceae — колоски, майже завжди численні в волотях або колосовидих суцвіттях. Колоски складаються з 2-х лусок (приквітки для колоска) і одної або кількох квіток. Квітки містять леми (нижні квіткові луски) і верхні квіткові луски.
Суцвіття — відкриті, широко пірамідальні гладкі волоті. Приквітки (луски й леми) з закругленими спинками, з виразною серединною жилкою і нечіткими бічними. Колоскові луски яйцеподібні або оберненояйцеподібні, тупі або гострі або з коротким, розширеним наконечником, фіолетові біля основи, бронзово-жовтого і білого кольору поблизу кінчика і на полях, гладкі й голі, нижня луска коротша. Леми яйцеподібні, тупі або підгострі, гладкі й голі, забарвлені, як колоскові луски. Верхні квіткові луски вужчі й коротші ніж леми. Плоди — однонасінні сім'янки. 2n= 42 (6x).

## Відтворення
Статеве розмноження насінням. Ефективне місцеве вегетативне розмноження кореневищами. Припускається що основний метод поширення — за допомогою птахів.

## Поширення
Це одна з екологічно найбільш важливих водно-болотних судинних рослин в Арктиці. Вид є основним компонентом майже всіх більших арктичних боліт Європи (Фінляндія, Швеція, а. Шпіцберген, Норвегія), Азії (Росія), Північної Америки (Ґренландія, Аляска, Канада).